# 谢怀栻
谢怀栻（1919年—2003年），湖北枣阳人，民法学家，曾任中国社会科学院法学研究所研究员。
1919年8月15日生于湖北省枣阳县。1937年高中毕业后，他考入清华大学]机械系。次年轉考入中央政治学校法律系，1942年毕业，1943年5月任重庆地方法院学习推事，1944年参加高等文官考试以及复试均取得第一名的成绩，被任命为重庆地方法院推事。1945年日本投降，任台湾高等法院推事，奉命参与接收台湾省高等法院以及台中、台南、高雄等地方法院。为平反日本关押的抗日人士，作成无罪判决。1947年6月出任上海地方法院推事，1948年任国立同济大学法学院教授。1951年至1958年任中央政法干部学校教员。1957年因发表“不能以政策代替法律”一文、以及要求不要以领导人的讲话作为办案依据的谈话被划为右派，1958年被开除公职並受到劳动教养处分，1966年至1979年被送到新疆劳动改造。1979年2月右派改正，到中国社会科学院法学研究所任副研究员、研究员，1989年退休。